# Chayapipat Supunpasuch
Chayapipat Supunpasuch (thailändisch ชยพิพัฒน์ สุพรรณเภสัช; * 25. Februar 2001 in Lopburi) ist ein thailändischer Fußballspieler.

## Karriere

### Verein
Chayapipat Supunpasuch erlernte das Fußballspielen in der Schulmannschaft des Bangkok Christian College in Bangkok sowie in der Jugend von GD Estoril Praia in Portugal. Bei GD Estoril unterschrieb er im Juli 2021 seinen ersten Vertrag. Hier kam er 24-mal in der B-Mannschaft zum Einsatz. Nach einer Saison wechselte er im Sommer 2022 zum SC Praiense. Mit dem Verein spielte er 17-mal in der vierten Liga. Im Sommer 2023 kehrte er nach Thailand zurück. Hier unterschrieb er einen Vertrag beim Erstligisten Port FC. Sein Erstligadebüt gab Supunpasuch am 26. Mai 2024 (30. Spieltag) im Heimspiel gegen den Nakhon Pathom United FC. Bei dem 6:0-Erfolg wurde er in der 85. Minute für den Japaner Noboru Shimura eingewechselt.